# Waal (buurtschap)
Waal is een buurtschap in de gemeente Molenlanden, in de Nederlandse provincie Zuid-Holland. 

## Geschiedenis
Nog voor de 14e eeuw (dus voor 1300) heeft zich tijdens een dijkdoorbraak een wiel (waaraan Waal zijn naam heeft ontleend) gevormd. Men was toen niet in staat dit wiel te dichten waarna men er een dijk rondom heeft opgeworpen. Op en langs deze dijk vormde zich de buurtschap. Dit wiel is in de loop der tijd langzaam dichtgeslibd. In 1772 is de dijk doorgetrokken en het toen moerassige wiel ingepolderd.
Stad: Nieuwpoort

Dorpen: Arkel · Bleskensgraaf · Brandwijk · Giessenburg · Giessen-Oudekerk · Goudriaan · Groot-Ammers · Hoogblokland · Hoornaar · Kinderdijk · Langerak · Molenaarsgraaf · Nieuw-Lekkerland · Noordeloos · Ottoland · Oud-Alblas · Schelluinen · Streefkerk · Wijngaarden

Buurtschappen: Achthuizen · De Donk · Den Dool · Gelkenes · Gijbeland · Graafland · Hofwegen · Kooiwijk · Liesveld · Minkeloos · Overslingeland · Pinkenveer · Rietveld · Vuilendam · Waal

Zuid-Holland · Steden en dorpen      Nederland: Provincies · Gemeenten